# Chutes Too Narrow
Chutes Too Narrow es el segundo álbum de The Shins lanzado en el 2003 bajo la discografía Sub Pop, posterior a su álbum debut "Oh, Inverted World". El título del álbum viene de la letra de la canción de "Young Pilgrims", del mismo álbum. Dicho álbum fue generalmente bien recibido por los críticos, y acordando con Neilsan SoundScan, han vendido alrededor de 393,000 copias hasta la fecha.
Chutes Too Narrow contiene calidad más limpia que su anterior álbum de Lo-Fi, "Oh, Inverted World", debido a que el álbum fue grabado por el productor Phil Ek, quien también trabajó con Built to Spill y Modest Mouse.
El álbum también incluyó partes de violín en la canción "Saint Simon", tocadas por Annemarie Ruljancich, y fue nominado por un Grammy por el Best Recording Package (el mejor paquete de grabación). La portada fue diseñada por Jesse LeDoux, las canciones "Gone for Good" y "Those to Come" fueron usadas para la película de 2004, In Good Company.
Los sencillos del álbum son "So Says I", lanzado en 2003, y "Fighting in a Sack", lanzado en 2004.

## Lista de canciones
1. "Kissing the Lipless" – 3:19
2. "Mine's Not a High Horse" – 3:20
3. "So Says I" – 2:48
4. "Young Pilgrims" – 2:47
5. "Saint Simon" – 4:25
6. "Fighting in a Sack" – 2:26
7. "Pink Bullets" – 3:53
8. "Turn a Square" – 3:11
9. "Gone for Good" ("A Call to Apathy" en algunos lanzamientos) – 3:13
10. "Those to Come" – 4:24

## Posiciones en listas de popularidad
| Lista de popularidad        | Posición |
| --------------------------- | -------- |
| U.S. Billboard 200          | # 86     |
| U.S. Top Independent Albums | # 5      |

- Datos: Q1090053